# Bođani
Bođani (in serbo Бођани?) è un villaggio della Serbia situato nella municipalità di Bač nel Distretto della Bačka Meridionale, in provincia di Voivodina. La cittadina conta 1 113 abitanti (censimento del 2002).

## Popolazione
Gruppi etnici:
- Serbi = 586
- Croati = 172
- Iugoslavi = 127
- Ungheresi = 50
- Ucraini = 46
- Rom = 28
- Slovacchi = 17

## Società

### Evoluzione demografica

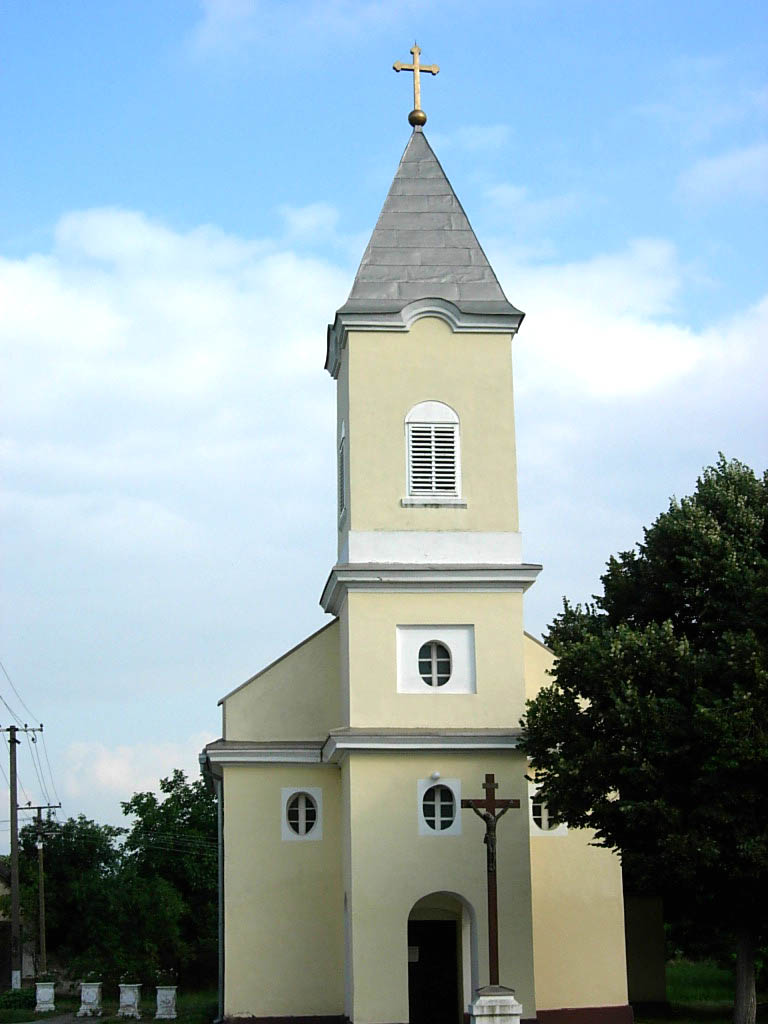
Chiesa cattolica di Sant'Elia

- 1961: 2.533
- 1971: 1.879
- 1981: 1.559
- 1991: 1.323